# Verhör einer Frau
Verhör einer Frau (Originaltitel: Przesłuchanie) ist ein polnischer Politthriller von Ryszard Bugajski aus dem Jahr 1982. Da er auf erschütternde Weise ein Beispiel für die Gewalt des polnischen Stalinismus präsentierte, wurde er wie viele andere Werke aus dem Ostblock sofort verboten.

## Handlung
Die unpolitische Tonia arbeitet nach dem Zweiten Weltkrieg als Truppenbetreuerin. Bis zum Jahr 1951 lebt sie glücklich mit ihrem Mann Kostek. Doch nach einer wilden Nacht wacht sie im Gefängnis auf. Um belastende Aussagen gegen Kollegen zu erhalten, wird sie in langen, auch für das Publikum schwer erträglichen Verhören von der Sicherheitspolizei psychisch und körperlich gefoltert. Doch mit den unmenschlichen Qualen wächst Tonias Kraft. Erst, als ihr Mann sich scheiden lassen will, unternimmt sie einen Selbstmordversuch. Im Gefängnishospital kommt sie dem Leutnant Morawski näher, dessen Kind ihr neun Monate später mit Gewalt weggenommen wird. Die Freiheit erlangt Tonia als gebrochener Mensch erst nach dem Tode Stalins wieder.

## Kritiken
„Eine harte Anklage gegen den Stalinismus und seine Terror-Methoden, dargestellt in erschütternden Bildern der Folterungen. Der Film, der zeigen will, wie Menschenwürde auch unter extremsten Bedingungen zu überleben vermag, wurde in Polen verboten und erst 1990 in Cannes aufgeführt. Obwohl gelegentlich bis ins Unerträgliche übersteigert, verliert er sich nie in selbstzweckhaften Exzessen. Vielmehr setzt er Gefühlsaufwallungen, kurzes Glücksempfinden und verschüttete Spuren von Humanität in Augenblicken von Gebrochenheit als Hoffnungszeichen.“

## Auszeichnungen
Bei der Wiederaufführung während der Danziger Filmtage 1989 wurde  „Verhör einer Frau“ zum Wettbewerb nach Cannes eingeladen. Die Hauptdarstellerin Krystyna Janda, auch im deutschsprachigen Raum bekannt durch mehrere internationale Rollen, erhielt dort den Preis für die beste schauspielerische Leistung.